# Brachybaenus atricula
Brachybaenus atricula är en insektsart som först beskrevs av Henri Saussure och Francois Jules Pictet de la Rive 1897.  Brachybaenus atricula ingår i släktet Brachybaenus och familjen Gryllacrididae. Inga underarter finns listade i Catalogue of Life.